# Diego Oyarbide
Diego Ladislao Oyarbide (Rosario, Argentina, 10 de enero de 1972) es un exfutbolista y entrenador argentino. Jugó como delantero y militó en diversos clubes de Argentina, Chile, Colombia, Venezuela y El Salvador. 

## Trayectoria

### Como futbolista
Oriundo de Rosario, se formó en las divisiones inferiores de Newell's Old Boys; sin embargo, debutó profesionalmente en Nueva Chicago de la Primera B, equipo donde estuvo cedido en 1993. En febrero de 1994 fue nuevamente cedido, esta vez a Regional Atacama de la Primera división chilena.En el equipo atacameño marcó 10 goles en 20 partidos, regresando al equipo leproso en 1995. Sin espacio en el equipo rosarino, fue cedido nuevamente, a Godoy Cruz y luego a Argentino de Rosario.
Liberado de contrato con Newell's Old Boys, en el fútbol argentino defendió los colores de Huracán Corrientes, Atlanta, Ferrocarril Sud, Estudiantes de San Luis, Huracán de San Rafael y Sportivo Las Parejas; en Colombia jugó para el Atlético Bucaramanga, en Venezuela para Trujillanos y en El Salvador con Águila e Isidro Metapán, todos de Primera División. 
Se retiró a fines de 2007 en Sportivo Las Parejas.

### Como entrenador
Comenzó a dirigir al Sportivo Las Parejas tras el retiro. Luego pasó por los banquillos de Club Studebaker,  dos pasos por Unión Futbol Club, un segundo paso por Sportivo Las Parejas,  Argentino de Rosario y Atlético Alumni.

## Clubes

### Como jugador
| Club                            | País        | Año       |
| ------------------------------- | ----------- | --------- |
| Newell's Old Boys               | Argentina   | 1993-1997 |
| → Nueva Chicago (cedido)        | Argentina   | 1993      |
| → Regional Atacama (cedido)     | Chile       | 1994      |
| → Godoy Cruz (cedido)           | Argentina   | 1995-1996 |
| → Argentino de Rosario (cedido) | Argentina   | 1996-1997 |
| Huracán Corrientes              | Argentina   | 1997-1998 |
| Atlanta                         | Argentina   | 1998      |
| Atlético Bucaramanga            | Colombia    | 1999      |
| Ferrocarril Sud                 | Argentina   | 2000      |
| Estudiantes de San Luis         | Argentina   | 2000      |
| Huracán de San Rafael           | Argentina   | 2001      |
| Trujillanos                     | Venezuela   | 2001      |
| Águila                          | El Salvador | 2002      |
| Isidro Metapán                  | El Salvador | 2002      |
| Sportivo Las Parejas            | Argentina   | 2003-2007 |

### Como entrenador
| Club                 | País      | Año       |
| -------------------- | --------- | --------- |
| Sportivo Las Parejas | Argentina | 2007-2008 |
| Club Studebaker      | Argentina | 2011-2015 |
| Sportivo Las Parejas | Argentina | 2015-2017 |
| Unión Futbol Club    | Argentina | 2019      |
| Argentino de Rosario | Argentina | 2021      |
| Atlético Alumni      | Argentina | 2024      |
| Unión Futbol Club    | Argentina | 2024      |